# Wagenberg
Wagenberg (Brabants: Waogenbérg) is een dorp in de Nederlandse gemeente Drimmelen. Tot de gemeentelijke herindeling in 1997 is het verbonden geweest aan Terheijden. Het telt 2.220 inwoners (2023).

## Toponymie
Het tweede deel van de naam verwijst naar de bergen, donken of hillen. Op een van deze 'bergen' stond in de 14e eeuw een grote boerderij, genaamd 'Waghenbergh'. De spelling is later veranderd in Wagenberg.

## Geschiedenis
Wagenberg is als dorpskern pas na de middeleeuwen ontstaan. Het gebied behoorde tot de Baronie van Breda en de noordgrens viel toen samen met de grens van het Graafschap Holland. De oudst bekende naamsvermelding is uit 1331.
In 1796 werd de eerste katholieke kerk gebouwd, die in 1904 werd vervangen door de huidige. Ook kwam er in 1861 een zustersklooster aan de Kerkstraat, Maria Assumpta genaamd. Hier woonden en werkten de zusters Franciscanessen van Etten. In 1896 werd dit een school, die tot 1980 als zodanig dienst heeft gedaan. De zusters betrokken toen een nieuw klooster, dat echter in 1944 werd verwoest door oorlogshandelingen. In 1952 kwam het nieuwe klooster gereed. Na het vertrek van de zusters in 1975 werd het klooster aan Kerkstraat 23 verkocht en het is tegenwoordig in gebruik als het Thomashuis voor mensen met een verstandelijke beperking.
Wagenberg hoorde tot 1997 bij de gemeente Terheijden. In dat jaar werd de gemeente Terheijden, inclusief Wagenberg, opgenomen in de fusiegemeente Made, die later Drimmelen ging heten.

## Bezienswaardigheden

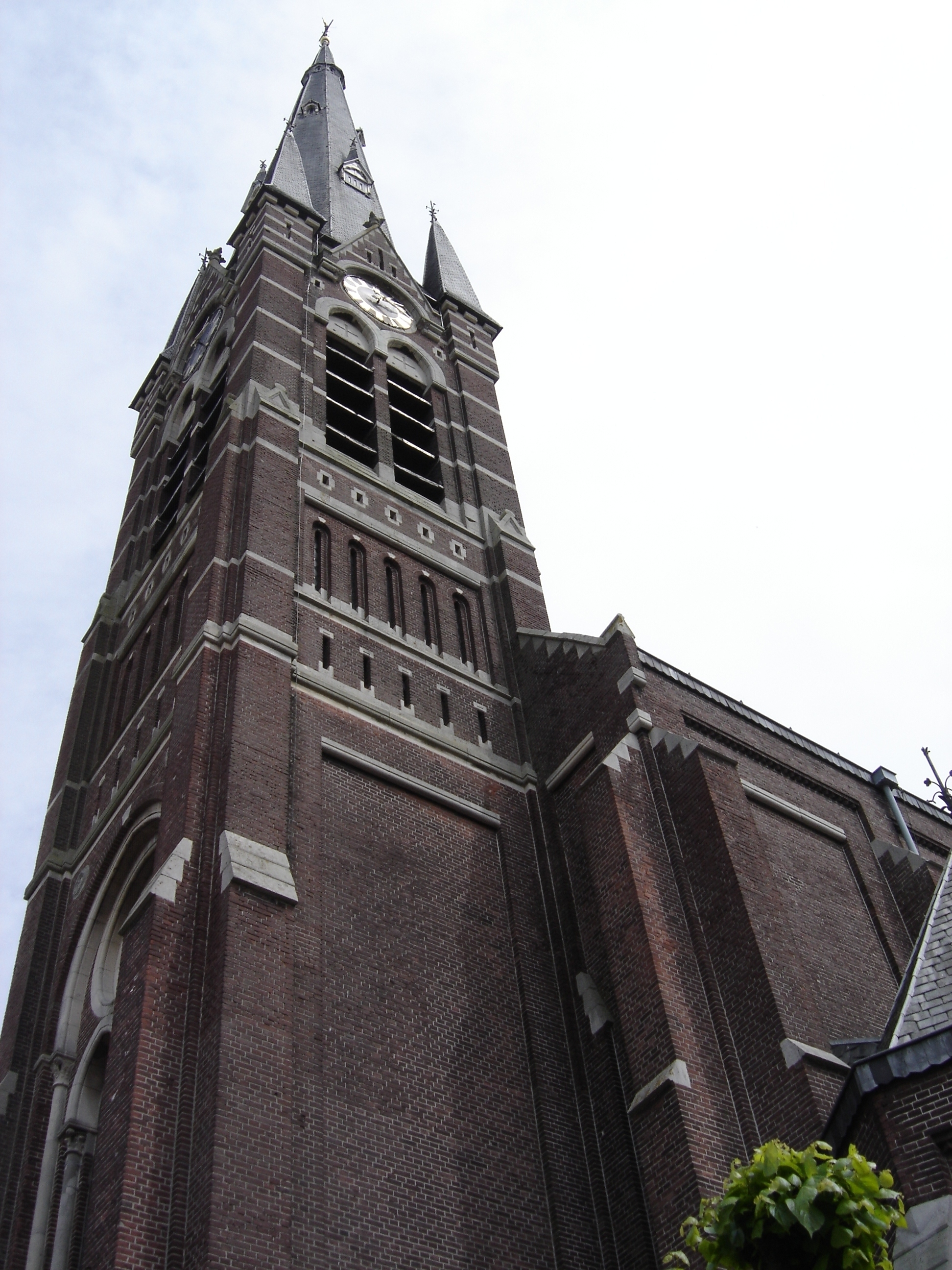
Sint-Gummaruskerk

- Sint-Gummaruskerk

## Natuur en landschap
De omgeving van Wagenberg bestond vroeger uit moerassige veengebieden, waar men turf won. De Sint-Elisabethsvloed van 1421 maakte dat de zee opdrong tot het gebied ten westen en noorden van Wagenberg. Daar zijn later zeekleipolders ontstaan. Sommige daarvan, zoals de Groote Zonzeelsche Polder, zijn grootschalige landbouwgebieden. Van de oude situatie rest het natuurgebied Zonzeel ten noorden van Wagenberg, en de Terheijdense Binnenpolder ten zuidoosten van Wagenberg.
In Wagenberg bevindt zich ook het Natuur- en Landschapspark Wagenberg, een gebied van 14 hectare, op het terrein van een vroegere zandwinning.

## Geboren
- Jac Klijs (1954), politicus
- Michel van de Korput (1956), voetballer

## Nabijgelegen kernen
Terheijden, Made, Hooge Zwaluwe, Zevenbergschen Hoek, Langeweg